# Continental Cup der Nordischen Kombination 2020/21
Der Continental Cup der Nordischen Kombination 2020/21 war eine vom Weltskiverband FIS ausgetragene Wettkampfserie in der Nordischen Kombination. Für die Herren umfasste die Wettkampfserie, die als Unterbau zum Weltcup der Nordischen Kombination 2020/21 zum 29. Mal ausgetragen wurde, sechs Stationen in Nordamerika, Asien und Europa. Nachdem der Continental Cup der Frauen in den zurückliegenden drei Jahren die höchste Wettkampfklasse darstellte, fungierte die vierte Austragung analog zu den Männern als Unterbau zum Weltcup. Die Frauen hatten ursprünglich geplant, Wettbewerbe an vier Stationen abzuhalten, doch musste zunächst Park City und später auch Rena aus dem Kalender gestrichen werden. Die Wettkämpfe wurden hauptsächlich in der Gundersen-Methode ausgetragen, wobei bei den Männern zwei sowie bei den Frauen ein Massenstart-Wettbewerbe veranstaltet wurden. Der die Saison abschließenden Wettkampf hatte die Besonderheit, dass zwei Sprünge in die Wertung einflossen sowie eine längere Distanz gelaufen wurde. Darüber hinaus waren zwei Mixed-Team-Wettkämpfe geplant, jedoch wurden sowohl der Wettkampf in Eisenerz als auch jener in Nischni Tagil in weitere Einzelrennen umgewandelt. Die Saison begann am 11. Dezember 2020 in Park City und endete am 14. März 2021 in Nischni Tagil.

## Austragungsorte
Die Saison startete wie im Vorjahr im US-amerikanischen Park City und endete erneut im russischen Nischni Tagil. Auch Klingenthal, Rena, Eisenerz und Lahti waren bereits im letzten Winter Austragungsstätten des Continental Cups.
| \| Park City \|                                     |
| Lage der Austragungsorte in den Vereinigten Staaten |
| Park City                                           |

| Klingenthal |

| Lahti |

| Eisenerz |

| Rena |

|  |

| Nischni Tagil |

|  |

|  |

## Herren

### Continental-Cup-Übersicht
| Datum            | Austragungsort | Disziplin               | Sieger                                  | Zweiter                                 | Dritter                                 |
| ---------------- | -------------- | ----------------------- | --------------------------------------- | --------------------------------------- | --------------------------------------- |
| 11.12.2020 1     | Park City      | HS100/10 km Gundersen   | Jakob Lange                             | Simon Hüttel                            | Wendelin Thannheimer                    |
| 12./13.12.2020 2 | Park City      | HS100/10 km Massenstart | Julian Schmid                           | Jakob Lange                             | Niklas Malacinski                       |
| 13.12.2020       | Park City      | HS100/10 km Gundersen   | Julian Schmid                           | Jakob Lange                             | David Mach                              |
| 15.01.2021 3     | Klingenthal    | HS140/5 km Gundersen    | Simen Tiller                            | Espen Andersen                          | Philipp Orter                           |
| 16.01.2021       | Klingenthal    | HS140/10 km Gundersen   | Manuel Einkemmer                        | Simen Tiller                            | Philipp Orter                           |
| 17.01.2021       | Klingenthal    | HS140/10 km Gundersen   | Simen Tiller                            | Espen Andersen                          | Jakob Lange                             |
| 22.01.2021       | Eisenerz       | HS109/10 km Gundersen   | Stefan Rettenegger                      | Espen Andersen                          | Philipp Orter                           |
| 23.01.2021 4     | Eisenerz       | HS109/10 km Gundersen   | Espen Andersen                          | Stefan Rettenegger                      | Philipp Orter                           |
| 24.01.2021       | Eisenerz       | HS109/10 km Gundersen   | Leif Torbjørn Næsvold                   | Simen Tiller                            | Philipp Orter                           |
| 06.02.2021       | Lahti          | HS100/10 km Gundersen   | Andreas Skoglund                        | Lars Buraas                             | Wille Karhumaa                          |
| 07.02.2021       | Lahti          | HS100/10 km Gundersen   | Lars Buraas                             | Kasper Moen Flatla                      | Jared Shumate                           |
| 12.02.2021       | Rena           | HS111/10 km Gundersen   | aufgrund der COVID-19-Pandemie abgesagt | aufgrund der COVID-19-Pandemie abgesagt | aufgrund der COVID-19-Pandemie abgesagt |
| 13.02.2021       | Rena           | HS111/10 km Massenstart | aufgrund der COVID-19-Pandemie abgesagt | aufgrund der COVID-19-Pandemie abgesagt | aufgrund der COVID-19-Pandemie abgesagt |
| 14.02.2021       | Rena           | HS111/10 km Gundersen   | aufgrund der COVID-19-Pandemie abgesagt | aufgrund der COVID-19-Pandemie abgesagt | aufgrund der COVID-19-Pandemie abgesagt |
| 12.03.2021       | Nischni Tagil  | HS97/10 km Gundersen    | Terence Weber                           | Lars Ivar Skårset                       | Simen Tiller                            |
| 13.03.2021       | Nischni Tagil  | HS97/10 km Massenstart  | Terence Weber                           | Lars Ivar Skårset                       | David Mach                              |
| 14.03.2021       | Nischni Tagil  | 2×HS97/15 km Gundersen  | Terence Weber                           | Simen Tiller                            | Julian Schmid                           |

| Ort           | Teilnehmende | Teilnehmende | Bester Springer   | Bester Läufer   | Führender    |
| Ort           | Athleten     | Nationen     | Bester Springer   | Bester Läufer   | Führender    |
| ------------- | ------------ | ------------ | ----------------- | --------------- | ------------ |
| Park City     | 30           | 07           | Niklas Malacinski | Jakob Lange     | Jakob Lange  |
| Park City     | 27           | 06           | Christian Deuschl | Jakob Lange     | Jakob Lange  |
| Park City     | 27           | 06           | Christian Deuschl | Théo Rochat     | Jakob Lange  |
| Klingenthal   | 59           | 14           | Simen Tiller      | Lars Buraas     | Jakob Lange  |
| Klingenthal   | 59           | 14           | Simen Tiller      | Lars Buraas     | Jakob Lange  |
| Klingenthal   | 59           | 14           | Simen Tiller      | Lars Buraas     | Jakob Lange  |
| Eisenerz      | 70           | 15           | Christian Deuschl | Lars Buraas     | Simen Tiller |
| Eisenerz      | 70           | 15           | Christian Deuschl | Lars Buraas     | Simen Tiller |
| Eisenerz      | 70           | 15           | Christian Deuschl | Lars Buraas     | Simen Tiller |
| Lahti         | 75           | 18           | Christian Deuschl | Lars Buraas     | Simen Tiller |
| Lahti         | 75           | 18           | Christian Deuschl | Lars Buraas     | Simen Tiller |
| Nischni Tagil | 35           | 06           | Lars Ivar Skårset | Taylor Fletcher | Simen Tiller |
| Nischni Tagil | 34           | 06           | Terence Weber     | Taylor Fletcher | Simen Tiller |
| Nischni Tagil | 34           | 06           | Terence Weber     | Taylor Fletcher | Simen Tiller |

### Wertungen
| Rang | Name                  | Punkte |
| ---- | --------------------- | ------ |
| 01.  | Simen Tiller          | 629    |
| 02.  | Lars Ivar Skårset     | 452    |
| 03.  | David Mach            | 447    |
| 04.  | Espen Andersen        | 440    |
| 05.  | Manuel Einkemmer      | 424    |
| 06.  | Jakob Lange           | 411    |
| 07.  | Julian Schmid         | 372    |
| 08.  | Philipp Orter         | 345    |
| 09.  | Wendelin Thannheimer  | 314    |
| 10.  | Lars Buraas           | 302    |
| 11.  | Terence Weber         | 300    |
| 12.  | Niklas Malacinski     | 296    |
| 13.  | Leif Torbjørn Næsvold | 277    |
| 14.  | Thomas Rettenegger    | 235    |
| 15.  | Christian Deuschl     | 234    |
| 16.  | Simon Hüttel          | 230    |
| 17.  | Marc-Luis Rainer      | 219    |
| 18.  | Christian Frank       | 216    |
| 19.  | Jasper Good           | 206    |
| 20.  | Jared Shumate         | 205    |
| 21.  | Dominik Terzer        | 195    |
| 22.  | Kasper Moen Flatla    | 190    |
| 23.  | Samuel Mraz           | 189    |
| 24.  | Fabio Obermeyr        | 183    |
| 25.  | Stefan Rettenegger    | 180    |
| 26.  | Wille Karhumaa        | 138    |
| 27.  | Taylor Fletcher       | 136    |
| 28.  | Szczepan Kupczak      | 132    |
| 29.  | Sakutarō Kobayashi    | 125    |
| 30.  | Martin Hahn           | 117    |

| Rang | Name                 | Punkte |
| ---- | -------------------- | ------ |
| 30.  | Harald Johnas Riiber | 117    |
| 32.  | Stephen Schumann     | 114    |
| 33.  | Emil Vilhelmsen      | 113    |
| 34.  | Andreas Skoglund     | 100    |
| 35.  | Dmytro Masurtschuk   | 092    |
| 36.  | Grant Andrews        | 088    |
| 37.  | Shōgo Azegami        | 087    |
| 38.  | Otto Niittykoski     | 086    |
| 39.  | Jakob Eiksund Sæthre | 070    |
| 40.  | Wjatscheslaw Barkow  | 069    |
| 41.  | Ben Loomis           | 068    |
| 42.  | Mattéo Baud          | 050    |
| 43.  | Samir Mastijew       | 044    |
| 44.  | Tom Michaud          | 043    |
| 45.  | Max Teeling          | 042    |
|      | Alexander Milanin    | 042    |
| 47.  | Théo Rochat          | 040    |
| 48.  | Marco Heinis         | 034    |
|      | Florian Dagn         | 034    |
| 50.  | Iacopo Bortolas      | 033    |
| 51.  | Emil Ottesen         | 032    |
|      | Eidar Johan Strøm    | 032    |
|      | Andreas Ilves        | 032    |
| 54.  | Maël Tyrode          | 028    |
| 55.  | Kodai Kimura         | 026    |
|      | Waltteri Karhumaa    | 026    |
| 57.  | Andrzej Szczechowicz | 025    |
| 58.  | Erik Lynch           | 023    |
| 59.  | Leevi Mutru          | 022    |
| 60.  | Edgar Vallet         | 021    |

| Rang | Name                   | Punkte |
| ---- | ---------------------- | ------ |
| 60.  | Artjom Galunin         | 021    |
| 62.  | Florian Kolb           | 019    |
| 63.  | Eduard Schirnow        | 016    |
|      | Sebastian Østvold      | 016    |
|      | Jan Andersen           | 016    |
| 66.  | Evan Nichols           | 015    |
| 67.  | Rasmus Ähtävä          | 014    |
| 68.  | Markuss Vinogradovs    | 013    |
|      | Witali Scharschawin    | 013    |
| 70.  | Gunnar Gilbertson      | 012    |
| 71.  | Tristan Sommerfeldt    | 011    |
| 72.  | Gašper Brecl           | 010    |
|      | Luis Lehnert           | 010    |
|      | Timofei Borissow       | 010    |
| 75.  | Vid Vrhovnik           | 008    |
| 76.  | Domenico Mariotti      | 007    |
|      | Schyngghys Rakparow    | 007    |
| 78.  | Tim Kopp               | 006    |
|      | Henry Johnstone        | 006    |
| 80.  | Zachary Selzman        | 005    |
|      | Maxmilian Pfordte      | 005    |
|      | Fabian Hafner          | 005    |
| 83.  | Yūya Yamamoto          | 003    |
|      | Herman Happonen        | 003    |
|      | Iwan Pronin            | 003    |
|      | Maghschan Amankeldiuly | 003    |
| 87.  | Simon Mach             | 002    |
| 88.  | Wiktor Passitschnyk    | 001    |
|      | Lukáš Daněk            | 001    |
|      | Alexander Kolganow     | 001    |

| Endstand nach 14 Wettbewerben |                    |        |
| \| Rang \| Name \| Punkte \| \| ---- \| ------------------ \| ------ \| \| 01. \| Norwegen \| 2770 \| \| 02. \| Deutschland \| 2457 \| \| 03. \| Österreich \| 2304 \| \| 04. \| Vereinigte Staaten \| 1174 \| \| 05. \| Finnland \| 0289 \| \| 06. \| Japan \| 0241 \| \| 07. \| Russland \| 0219 \| \| 08. \| Frankreich \| 0216 \| \| 09. \| Polen \| 0157 \| \| 10. \| Ukraine \| 0093 \| \| 11. \| Italien \| 0040 \| \| 12. \| Estland \| 0032 \| \| 13. \| Slowenien \| 0018 \| \| 14. \| Lettland \| 0013 \| \| 15. \| Kasachstan \| 0010 \| \| 16. \| Tschechien \| 0001 \| |                    |        |
| Rang | Name               | Punkte |
| 01. | Norwegen           | 2770   |
| 02. | Deutschland        | 2457   |
| 03. | Österreich         | 2304   |
| 04. | Vereinigte Staaten | 1174   |
| 05. | Finnland           | 0289   |
| 06. | Japan              | 0241   |
| 07. | Russland           | 0219   |
| 08. | Frankreich         | 0216   |
| 09. | Polen              | 0157   |
| 10. | Ukraine            | 0093   |
| 11. | Italien            | 0040   |
| 12. | Estland            | 0032   |
| 13. | Slowenien          | 0018   |
| 14. | Lettland           | 0013   |
| 15. | Kasachstan         | 0010   |
| 16. | Tschechien         | 0001   |

### Detaillierte Ergebnisse
| Rang | Nat.               | Athlet                    | GN                 | MS                 | Gundersen          | Gundersen   | Gundersen   | Gundersen   | Gundersen  | Gundersen  | Gundersen  | Gundersen | Gundersen | Gundersen | MS       | GN       | Punkte |
| Rang | Nat.               | Athlet                    | Vereinigte Staaten | Vereinigte Staaten | Vereinigte Staaten | Deutschland | Deutschland | Deutschland | Osterreich | Osterreich | Osterreich | Finnland  | Finnland  | Russland  | Russland | Russland | Punkte |
| ---- | ------------------ | ------------------------- | ------------------ | ------------------ | ------------------ | ----------- | ----------- | ----------- | ---------- | ---------- | ---------- | --------- | --------- | --------- | -------- | -------- | ------ |
| 01   | Norwegen           | Simen Tiller              | —                  | —                  | —                  | 1           | 2           | 1           | 4          | 4          | 2          | —         | —         | 3         | 9        | 2        | 629    |
| 02   | Norwegen           | Lars Ivar Skårset         | —                  | —                  | —                  | 5           | 7           | 12          | 8          | 8          | 6          | 5         | 31        | 2         | 2        | 6        | 452    |
| 03   | Deutschland        | David Mach                | 12                 | 7                  | 3                  | 9           | 8           | 7           | 7          | 26         | 7          | —         | —         | 5         | 3        | 4        | 447    |
| 04   | Norwegen           | Espen Andersen            | —                  | —                  | —                  | 2           | 4           | 2           | 2          | 1          | 4          | —         | —         | —         | —        | —        | 440    |
| 05   | Osterreich         | Manuel Einkemmer          | —                  | —                  | —                  | 4           | 1           | 6           | 5          | 7          | 5          | —         | —         | 14        | 5        | 5        | 424    |
| 06   | Deutschland        | Jakob Lange               | 1                  | 2                  | 2                  | 7           | 9           | 3           | 10         | DNS        | DNS        | —         | —         | —         | —        | —        | 411    |
| 07   | Deutschland        | Julian Schmid             | 7                  | 1                  | 1                  | —           | —           | —           | —          | —          | —          | —         | —         | 6         | 7        | 3        | 372    |
| 08   | Osterreich         | Philipp Orter             | —                  | —                  | —                  | 3           | 3           | 5           | 3          | 3          | 3          | —         | —         | —         | —        | —        | 345    |
| 09   | Deutschland        | Wendelin Thannheimer      | 3                  | 15                 | 7                  | 11          | 11          | 8           | 17         | 14         | 17         | —         | —         | 8         | 11       | 13       | 314    |
| 10   | Norwegen           | Lars Buraas               | —                  | —                  | —                  | 39          | 12          | 18          | 9          | 9          | 9          | 2         | 1         | —         | —        | —        | 302    |
| 11   | Deutschland        | Terence Weber             | —                  | —                  | —                  | —           | —           | —           | —          | —          | —          | —         | —         | 1         | 1        | 1        | 300    |
| 12   | Vereinigte Staaten | Niklas Malacinski         | 5                  | 3                  | 6                  | —           | —           | —           | 11         | 12         | 14         | 12        | 8         | 18        | 24       | 18       | 296    |
| 13   | Norwegen           | Leif Torbjørn Næsvold     | —                  | —                  | —                  | 8           | 6           | 4           | 16         | 6          | 1          | —         | —         | —         | —        | —        | 277    |
| 14   | Osterreich         | Thomas Rettenegger        | 9                  | 13                 | 4                  | 10          | 19          | DNF         | DNS        | —          | —          | —         | —         | 10        | 6        | 8        | 235    |
| 15   | Osterreich         | Christian Deuschl         | 11                 | 10                 | 11                 | 12          | 13          | 21          | 21         | 13         | 11         | 14        | 7         | —         | —        | —        | 234    |
| 16   | Deutschland        | Simon Hüttel              | 2                  | 14                 | 12                 | 14          | 31          | 13          | 33         | 15         | 20         | —         | —         | 13        | 21       | 16       | 230    |
| 17   | Osterreich         | Marc-Luis Rainer          | 8                  | 4                  | 5                  | —           | —           | —           | —          | —          | —          | 13        | 18        | 20        | 8        | 15       | 219    |
| 18   | Deutschland        | Christian Frank           | 6                  | 6                  | 14                 | 20          | 14          | 15          | 18         | 36         | 18         | 26        | 19        | 23        | 20       | 20       | 216    |
| 19   | Vereinigte Staaten | Jasper Good               | 4                  | 5                  | 8                  | —           | —           | —           | —          | —          | —          | 9         | 4         | —         | —        | —        | 206    |
| 20   | Vereinigte Staaten | Jared Shumate             | DSQ                | 18                 | 17                 | 28          | 22          | 29          | 37         | 18         | 32         | 16        | 3         | 7         | 14       | 12       | 205    |
| 21   | Osterreich         | Dominik Terzer            | 10                 | 9                  | 9                  | 25          | 18          | 19          | 14         | 30         | 37         | 24        | DNF       | 17        | 12       | 14       | 195    |
| 22   | Norwegen           | Kasper Moen Flatla        | —                  | —                  | —                  | —           | —           | —           | —          | —          | —          | 6         | 2         | 11        | 13       | 10       | 190    |
| 23   | Osterreich         | Samuel Mraz               | 14                 | 8                  | 10                 | 22          | 23          | 14          | 24         | 22         | 16         | DNF       | 27        | 12        | 18       | 23       | 189    |
| 24   | Osterreich         | Fabio Obermeyr            | 13                 | 17                 | 18                 | 33          | 21          | 24          | 22         | 27         | 35         | 7         | 23        | 8         | 30       | 9        | 183    |
| 25   | Osterreich         | Stefan Rettenegger        | —                  | —                  | —                  | —           | —           | —           | 1          | 2          | —          | —         | —         | —         | —        | —        | 180    |
| 26   | Finnland           | Wille Karhumaa            | —                  | —                  | —                  | 18          | 20          | 22          | —          | —          | —          | 3         | 5         | —         | —        | —        | 138    |
| 27   | Vereinigte Staaten | Taylor Fletcher           | —                  | —                  | —                  | —           | —           | —           | —          | —          | —          | —         | —         | 4         | 4        | 7        | 136    |
| 28   | Polen              | Szczepan Kupczak          | —                  | —                  | —                  | 6           | 17          | 9           | 13         | 24         | 12         | —         | —         | —         | —        | —        | 132    |
| 29   | Japan              | Sakutarō Kobayashi        | —                  | —                  | —                  | 13          | 16          | 11          | 28         | 29         | 15         | 15        | 9         | —         | —        | —        | 125    |
| 30   | Norwegen           | Harald Johnas Riiber      | —                  | —                  | —                  | —           | —           | —           | 6          | 5          | 8          | —         | —         | —         | —        | —        | 117    |
| 30   | Deutschland        | Martin Hahn               | —                  | —                  | —                  | 16          | 10          | 10          | 12         | DSQ        | 27         | DSQ       | 11        | DNS       | —        | —        | 117    |
| 32   | Vereinigte Staaten | Stephen Schumann          | 17                 | 11                 | 15                 | 43          | 39          | 43          | 38         | —          | 30         | 23        | 22        | 19        | 15       | 17       | 114    |
| 33   | Norwegen           | Emil Vilhelmsen           | —                  | —                  | —                  | 17          | 25          | 16          | 23         | 11         | 13         | 20        | 16        | —         | —        | —        | 113    |
| 34   | Norwegen           | Andreas Skoglund          | —                  | —                  | —                  | —           | —           | —           | —          | —          | —          | 1         | —         | —         | —        | —        | 100    |
| 35   | Ukraine            | Dmytro Masurtschuk        | —                  | —                  | —                  | 23          | 30          | 23          | 19         | 17         | 21         | 18        | 10        | —         | —        | —        | 92     |
| 36   | Vereinigte Staaten | Grant Andrews             | 19                 | 12                 | 13                 | 48          | 49          | 49          | —          | 49         | —          | 38        | 38        | 22        | 15       | 22       | 88     |
| 37   | Japan              | Shōgo Azegami             | —                  | —                  | —                  | 24          | 15          | 17          | 48         | 16         | 25         | 22        | 13        | —         | —        | —        | 87     |
| 38   | Finnland           | Otto Niittykoski          | —                  | —                  | —                  | 15          | 29          | 27          | —          | —          | —          | 11        | 6         | —         | —        | —        | 86     |
| 39   | Norwegen           | Jakob Eiksund Sæthre      | —                  | —                  | —                  | 31          | 5           | 25          | 41         | 57         | 22         | 32        | 21        | —         | —        | —        | 70     |
| 40   | Russland           | Wjatscheslaw Barkow       | —                  | —                  | —                  | —           | —           | —           | 27         | DNS        | 58         | —         | —         | 16        | 10       | 11       | 69     |
| 41   | Vereinigte Staaten | Ben Loomis                | —                  | —                  | —                  | —           | —           | —           | 15         | 10         | 10         | —         | —         | —         | —        | —        | 68     |
| 42   | Frankreich         | Mattéo Baud               | —                  | —                  | —                  | —           | —           | —           | —          | —          | —          | 4         | DNS       | —         | —        | —        | 50     |
| 43   | Russland           | Samir Mastijew            | —                  | —                  | —                  | —           | —           | —           | 25         | —          | —          | —         | —         | 15        | 19       | 21       | 44     |
| 44   | Frankreich         | Tom Michaud               | 15                 | 16                 | 19                 | —           | —           | —           | 55         | 51         | 43         | 49        | DNS       | —         | —        | —        | 43     |
| 45   | Osterreich         | Max Teeling               | 16                 | 19                 | 16                 | 36          | 37          | 44          | 39         | 38         | DNS        | 50        | 53        | —         | —        | —        | 42     |
| 45   | Russland           | Alexander Milanin         | —                  | —                  | —                  | 21          | 35          | 28          | 51         | 28         | 29         | —         | —         | 21        | 17       | —        | 42     |
| 47   | Frankreich         | Théo Rochat               | 18                 | 21                 | 20                 | —           | —           | —           | 43         | 25         | 36         | —         | —         | —         | —        | —        | 40     |
| 48   | Frankreich         | Marco Heinis              | —                  | —                  | —                  | DSQ         | 24          | 32          | 26         | 21         | 19         | 39        | DNS       | —         | —        | —        | 34     |
| 48   | Osterreich         | Florian Dagn              | —                  | —                  | —                  | —           | —           | —           | 34         | 19         | 24         | 45        | 39        | 28        | 25       | 25       | 34     |
| 50   | Italien            | Iacopo Bortolas           | —                  | —                  | —                  | DSQ         | 26          | 20          | 31         | 20         | DSQ        | 25        | DNS       | —         | —        | —        | 33     |
| 51   | Norwegen           | Emil Ottesen              | —                  | —                  | —                  | —           | —           | —           | —          | —          | —          | 8         | —         | —         | —        | —        | 32     |
| 51   | Norwegen           | Eidar Johan Strøm         | —                  | —                  | —                  | —           | —           | —           | —          | —          | —          | 21        | 12        | —         | —        | —        | 32     |
| 51   | Estland            | Andreas Ilves             | 20                 | 20                 | 21                 | —           | —           | —           | 50         | 55         | 42         | —         | —         | —         | —        | —        | 32     |
| 54   | Frankreich         | Maël Tyrode               | 21                 | 22                 | 22                 | 41          | 40          | 45          | —          | —          | —          | —         | —         | —         | —        | —        | 28     |
| 55   | Japan              | Kodai Kimura              | —                  | —                  | —                  | —           | —           | —           | —          | —          | —          | 10        | —         | —         | —        | —        | 26     |
| 55   | Finnland           | Waltteri Karhumaa         | —                  | —                  | —                  | 19          | 33          | 36          | —          | —          | —          | 33        | 17        | —         | —        | —        | 26     |
| 57   | Polen              | Andrzej Szczechowicz      | —                  | —                  | —                  | 44          | 38          | 40          | 29         | 33         | 33         | 19        | 20        | —         | —        | —        | 25     |
| 58   | Vereinigte Staaten | Erik Lynch                | 22                 | 23                 | 25                 | 54          | 50          | 52          | —          | —          | —          | —         | —         | —         | —        | —        | 23     |
| 59   | Finnland           | Leevi Mutru               | —                  | —                  | —                  | —           | —           | —           | —          | —          | —          | 27        | 14        | —         | —        | —        | 22     |
| 60   | Frankreich         | Edgar Vallet              | 23                 | 25                 | 24                 | 46          | 41          | 53          | —          | —          | —          | —         | —         | —         | —        | —        | 21     |
| 60   | Russland           | Artjom Galunin            | —                  | —                  | —                  | —           | —           | —           | —          | 54         | 44         | 43        | 32        | DNS       | 22       | 19       | 21     |
| 62   | Osterreich         | Florian Kolb              | —                  | —                  | —                  | —           | —           | —           | 20         | 32         | 23         | —         | —         | —         | —        | —        | 19     |
| 63   | Russland           | Eduard Schirnow           | —                  | —                  | —                  | —           | —           | —           | 61         | 46         | DSQ        | 57        | 40        | 24        | 27       | 26       | 16     |
| 63   | Norwegen           | Sebastian Østvold         | —                  | —                  | —                  | —           | —           | —           | —          | —          | —          | —         | 15        | —         | —        | —        | 16     |
| 63   | Deutschland        | Jan Andersen              | —                  | —                  | —                  | 45          | 32          | 42          | —          | —          | —          | 37        | 33        | 27        | 26       | 24       | 16     |
| 66   | Vereinigte Staaten | Evan Nichols              | 24                 | —                  | 23                 | —           | —           | —           | —          | —          | —          | —         | —         | —         | —        | —        | 15     |
| 67   | Finnland           | Rasmus Ähtävä             | —                  | —                  | —                  | —           | —           | —           | —          | —          | —          | 17        | —         | —         | —        | —        | 14     |
| 68   | Lettland           | Markuss Vinogradovs       | 26                 | 27                 | 27                 | —           | —           | —           | —          | —          | —          | 65        | 63        | —         | —        | —        | 13     |
| 68   | Russland           | Witali Scharschawin       | —                  | —                  | —                  | —           | —           | —           | —          | —          | —          | 60        | 58        | 26        | 23       | —        | 13     |
| 70   | Vereinigte Staaten | Gunnar Gilbertson         | —                  | 24                 | 26                 | —           | —           | —           | —          | —          | —          | —         | —         | —         | —        | —        | 12     |
| 71   | Deutschland        | Tristan Sommerfeldt       | —                  | —                  | —                  | 34          | DNF         | 26          | —          | —          | —          | DSQ       | 25        | —         | —        | —        | 11     |
| 72   | Slowenien          | Gašper Brecl              | DNS                | —                  | —                  | 27          | 28          | 33          | 45         | 31         | 28         | —         | —         | —         | —        | —        | 10     |
| 72   | Deutschland        | Luis Lehnert              | —                  | —                  | —                  | 30          | 34          | 30          | 35         | 39         | 31         | 30        | 24        | —         | —        | —        | 10     |
| 72   | Russland           | Timofei Borissow          | —                  | —                  | —                  | 49          | 45          | DNS         | —          | —          | —          | —         | —         | 25        | —        | 27       | 10     |
| 75   | Slowenien          | Vid Vrhovnik              | DNS                | —                  | —                  | —           | —           | —           | 36         | 23         | DSQ        | —         | —         | —         | —        | —        | 8      |
| 76   | Italien            | Domenico Mariotti         | —                  | —                  | —                  | —           | —           | —           | 57         | 48         | 54         | 29        | 26        | —         | —        | —        | 7      |
| 76   | Kasachstan         | Schyngghys Rakparow       | —                  | —                  | —                  | —           | —           | —           | —          | —          | —          | 62        | 59        | 29        | 28       | 29       | 7      |
| 78   | Vereinigte Staaten | Henry Johnstone           | 25                 | —                  | —                  | —           | —           | —           | —          | —          | —          | —         | —         | —         | —        | —        | 6      |
| 78   | Deutschland        | Tim Kopp                  | —                  | —                  | —                  | 29          | 27          | 31          | 54         | 40         | 34         | —         | —         | —         | —        | —        | 6      |
| 80   | Vereinigte Staaten | Zachary Selzman           | —                  | 26                 | —                  | —           | —           | —           | —          | —          | —          | —         | —         | —         | —        | —        | 5      |
| 80   | Osterreich         | Fabian Hafner             | —                  | —                  | —                  | —           | —           | —           | 42         | 44         | 26         | —         | —         | —         | —        | —        | 5      |
| 80   | Deutschland        | Maximilian Pfordte        | —                  | —                  | —                  | 26          | 44          | 46          | —          | —          | —          | 46        | 55        | —         | —        | —        | 5      |
| 83   | Finnland           | Herman Happonen           | —                  | —                  | —                  | —           | —           | —           | —          | —          | —          | —         | 28        | —         | —        | —        | 3      |
| 83   | Russland           | Iwan Pronin               | —                  | —                  | —                  | —           | —           | —           | —          | —          | —          | —         | —         | —         | —        | 28       | 3      |
| 83   | Japan              | Yūya Yamamoto             | —                  | —                  | —                  | —           | —           | —           | —          | —          | —          | 28        | —         | —         | —        | —        | 3      |
| 83   | Kasachstan         | Maghschan Amankeldiuly    | —                  | —                  | —                  | —           | —           | —           | —          | —          | —          | 63        | 62        | 31        | 29       | 30       | 3      |
| 87   | Deutschland        | Simon Mach                | —                  | —                  | —                  | 40          | 42          | 35          | —          | —          | —          | 40        | 29        | —         | —        | —        | 2      |
| 88   | Ukraine            | Wiktor Passitschnyk       | —                  | —                  | —                  | 38          | —           | DNF         | —          | 42         | 46         | 53        | 30        | —         | —        | —        | 1      |
| 88   | Tschechien         | Lukáš Daněk               | —                  | —                  | —                  | —           | —           | —           | 30         | DNS        | DNS        | 34        | DNS       | —         | —        | —        | 1      |
| 88   | Russland           | Alexander Kolganow        | —                  | —                  | —                  | 53          | DNF         | 47          | —          | —          | —          | —         | —         | 30        | —        | —        | 1      |
|      |                    |                           |                    |                    |                    |             |             |             |            |            |            |           |           |           |          |          |        |
| —    | Deutschland        | Jonas Maier               | —                  | —                  | —                  | —           | —           | —           | —          | —          | —          | 35        | 37        | —         | —        | —        | 0      |
| —    | Estland            | Markkus Alter             | —                  | —                  | —                  | 50          | 51          | 48          | DNF        | DNF        | DNS        | 61        | DNF       | —         | —        | —        | 0      |
| —    | Estland            | Markus Kägu               | —                  | —                  | —                  | 56          | 53          | DNF         | 65         | 61         | DNS        | 64        | 64        | —         | —        | —        | 0      |
| —    | Finnland           | Timi Heiskanen            | —                  | —                  | —                  | —           | —           | —           | 64         | DSQ        | 59         | —         | —         | —         | —        | —        | 0      |
| —    | Finnland           | Atte Kettunen             | —                  | —                  | —                  | —           | —           | —           | 47         | 35         | DNF        | 52        | —         | —         | —        | —        | 0      |
| —    | Finnland           | Jesse Pääkkönen           | —                  | —                  | —                  | —           | —           | —           | 49         | 47         | 50         | 36        | 45        | —         | —        | —        | 0      |
| —    | Finnland           | Olli Salmela              | —                  | —                  | —                  | 35          | DSQ         | 41          | 44         | 41         | 40         | 31        | 36        | —         | —        | —        | 0      |
| —    | Finnland           | Arsi Tietäväinen          | —                  | —                  | —                  | —           | —           | —           | —          | —          | —          | —         | 50        | —         | —        | —        | 0      |
| —    | Frankreich         | Nils Gouy                 | —                  | —                  | —                  | 51          | 36          | 37          | 46         | 43         | 48         | 41        | 41        | —         | —        | —        | 0      |
| —    | Italien            | Giulio Bezzi              | —                  | —                  | —                  | —           | —           | —           | 53         | 50         | 47         | 58        | 51        | —         | —        | —        | 0      |
| —    | Italien            | Stefano Radovan           | —                  | —                  | —                  | —           | —           | —           | 40         | 37         | 38         | DNS       | 44        | —         | —        | —        | 0      |
| —    | Japan              | Yūki Chiba                | —                  | —                  | —                  | —           | —           | —           | —          | —          | —          | —         | 54        | —         | —        | —        | 0      |
| —    | Japan              | Yūto Nishikata            | —                  | —                  | —                  | —           | —           | —           | —          | —          | —          | —         | 42        | —         | —        | —        | 0      |
| —    | Kasachstan         | Bekarys Atibek            | —                  | —                  | —                  | —           | —           | —           | —          | —          | —          | —         | —         | 33        | —        | 34       | 0      |
| —    | Kasachstan         | Wjatscheslaw Botschkarjow | —                  | —                  | —                  | —           | —           | —           | —          | —          | —          | 67        | 66        | —         | 33       | 33       | 0      |
| —    | Kasachstan         | Eldar Orussajew           | —                  | —                  | —                  | —           | —           | —           | —          | —          | —          | 66        | 65        | 32        | 31       | —        | 0      |
| —    | Norwegen           | Marius Solvik             | —                  | —                  | —                  | —           | —           | —           | —          | —          | —          | —         | DNF       | —         | —        | —        | 0      |
| —    | Osterreich         | Sebastian Brandner        | —                  | —                  | —                  | —           | —           | —           | —          | —          | 51         | —         | —         | —         | —        | —        | 0      |
| —    | Osterreich         | Stefan Peer               | —                  | —                  | —                  | —           | —           | —           | —          | 34         | 41         | 47        | 47        | —         | —        | —        | 0      |
| —    | Polen              | Maciej Gąsienica-Ciaptak  | —                  | —                  | —                  | —           | —           | —           | 58         | 59         | 55         | 48        | 43        | —         | —        | —        | 0      |
| —    | Polen              | Mateusz Jarosz            | —                  | —                  | —                  | —           | —           | —           | 56         | 53         | 39         | DSQ       | 52        | —         | —        | —        | 0      |
| —    | Polen              | Adam Skupień              | —                  | —                  | —                  | —           | —           | —           | —          | —          | —          | DSQ       | 61        | —         | —        | —        | 0      |
| —    | Russland           | Jegor Gertschu            | —                  | —                  | —                  | —           | —           | —           | —          | —          | —          | —         | —         | —         | 32       | —        | 0      |
| —    | Russland           | Dawid Ibragimow           | —                  | —                  | —                  | —           | —           | —           | —          | —          | —          | —         | —         | —         | DNF      | —        | 0      |
| —    | Russland           | Ernest Jachin             | —                  | —                  | —                  | DNS         | DNS         | DNS         | —          | —          | —          | —         | —         | —         | —        | —        | 0      |
| —    | Russland           | Nikita Kirillow           | —                  | —                  | —                  | —           | —           | —           | —          | —          | —          | —         | —         | —         | —        | 31       | 0      |
| —    | Russland           | Wladimir Strugewitsch     | —                  | —                  | —                  | —           | —           | —           | —          | —          | —          | —         | —         | —         | —        | 32       | 0      |
| —    | Schweiz            | Pascal Müller             | —                  | —                  | —                  | 42          | 47          | 34          | DNS        | 56         | 52         | 54        | 57        | —         | —        | —        | 0      |
| —    | Slowenien          | Matic Hladnik             | —                  | —                  | —                  | 47          | 43          | 39          | —          | —          | —          | —         | —         | —         | —        | —        | 0      |
| —    | Slowenien          | Ožbej Jelen               | DNS                | —                  | —                  | —           | —           | —           | 63         | 58         | 57         | —         | —         | —         | —        | —        | 0      |
| —    | Slowenien          | Rok Jelen                 | —                  | —                  | —                  | 32          | DNS         | 38          | 60         | DSQ        | 53         | —         | —         | —         | —        | —        | 0      |
| —    | Slowenien          | Uroš Vrbek                | —                  | —                  | —                  | 37          | DNS         | DSQ         | —          | —          | —          | —         | —         | —         | —        | —        | 0      |
| —    | Slowakei           | Erik Kapiaš               | —                  | —                  | —                  | —           | —           | —           | —          | —          | —          | DNS       | DNS       | —         | —        | —        | 0      |
| —    | Korea Sud          | Park Je-un                | —                  | —                  | —                  | —           | —           | —           | —          | —          | —          | 43        | 46        | —         | —        | —        | 0      |
| —    | Tschechien         | Jirí Konvalinka           | —                  | —                  | —                  | —           | —           | —           | DNS        | 52         | DNF        | DSQ       | 49        | —         | —        | —        | 0      |
| —    | Tschechien         | Petr Šablatura            | —                  | —                  | —                  | —           | —           | —           | 32         | 45         | 49         | 42        | 34        | —         | —        | —        | 0      |
| —    | Tschechien         | Jan Šimek                 | —                  | —                  | —                  | —           | —           | —           | 62         | DNS        | 56         | 56        | 60        | —         | —        | —        | 0      |
| —    | Ukraine            | Witalij Hrebenjuk         | —                  | —                  | —                  | 52          | 46          | 50          | 52         | DSQ        | 45         | 51        | 48        | —         | —        | —        | 0      |
| —    | Ukraine            | Andrij Pylyptschuk        | —                  | —                  | —                  | —           | 52          | —           | DNF        | 60         | —          | —         | —         | —         | —        | —        | 0      |
| —    | Ukraine            | Oleksandr Schumbarez      | —                  | —                  | —                  | 55          | 48          | 51          | 59         | —          | 60         | 59        | 56        | —         | —        | —        | 0      |
| —    | Vereinigte Staaten | Carter Brubaker           | —                  | —                  | —                  | —           | —           | —           | —          | —          | —          | 44        | 35        | —         | —        | —        | 0      |
| Rang | Nat.               | Athlet                    | Vereinigte Staaten | Vereinigte Staaten | Vereinigte Staaten | Deutschland | Deutschland | Deutschland | Osterreich | Osterreich | Osterreich | Finnland  | Finnland  | Russland  | Russland | Russland | Punkte |
| Rang | Nat.               | Athlet                    | GN                 | MS                 | Gundersen          | Gundersen   | Gundersen   | Gundersen   | Gundersen  | Gundersen  | Gundersen  | Gundersen | Gundersen | Gundersen | MS       | GN       | Punkte |

Legende
| Farbe | Farbe | Farbe | Bedeutung                               |
| ----- | ----- | ----- | --------------------------------------- |
| 1     | 2     | 3     | Erster / Zweiter / Dritter              |
| XX    | XX    | XX    | Platz 4 bis 30 – Continental-Cup-Punkte |
| XX    | XX    | XX    | Platz 31 bis 50 – keine COC-Punkte      |
| DNS   | DNS   | DNS   | Nicht gestartet (Sprunglauf, Langlauf)  |
| DNF   | DNF   | DNF   | Rennen vorzeitig beendet                |
| DSQ   | DSQ   | DSQ   | Disqualifiziert                         |
| GN    | GN    | GN    | Gundersen Einzel                        |
| MS    | MS    | MS    | Massenstart                             |

## Damen

### Continental-Cup-Übersicht
| Datum      | Austragungsort | Disziplin                 | Siegerin                                                           | Zweite                                                             | Dritte                                                             |
| ---------- | -------------- | ------------------------- | ------------------------------------------------------------------ | ------------------------------------------------------------------ | ------------------------------------------------------------------ |
| 11.12.2020 | Park City      | HS100/5 km Gundersen      | aufgrund einer zu geringen Anzahl angemeldeter Nationen abgesagt   | aufgrund einer zu geringen Anzahl angemeldeter Nationen abgesagt   | aufgrund einer zu geringen Anzahl angemeldeter Nationen abgesagt   |
| 12.12.2020 | Park City      | HS100/5 km Gundersen      | aufgrund einer zu geringen Anzahl angemeldeter Nationen abgesagt   | aufgrund einer zu geringen Anzahl angemeldeter Nationen abgesagt   | aufgrund einer zu geringen Anzahl angemeldeter Nationen abgesagt   |
| 13.12.2020 | Park City      | HS100/5 km Gundersen      | aufgrund einer zu geringen Anzahl angemeldeter Nationen abgesagt   | aufgrund einer zu geringen Anzahl angemeldeter Nationen abgesagt   | aufgrund einer zu geringen Anzahl angemeldeter Nationen abgesagt   |
| 22.01.2021 | Eisenerz       | HS109/5 km Gundersen      | Gyda Westvold Hansen                                               | Anju Nakamura                                                      | Ayane Miyazaki                                                     |
| 23.01.2021 | Eisenerz       | HS109/5 km Gundersen      | Gyda Westvold Hansen                                               | Anju Nakamura                                                      | Lisa Hirner                                                        |
| 24.01.2021 | Eisenerz       | HS109/5 km Gundersen      | Gyda Westvold Hansen                                               | Lisa Hirner                                                        | Mari Leinan Lund                                                   |
| 12.02.2021 | Rena           | HS111/5 km Gundersen      | aufgrund der COVID-19-Pandemie sowie Terminüberschneidung abgesagt | aufgrund der COVID-19-Pandemie sowie Terminüberschneidung abgesagt | aufgrund der COVID-19-Pandemie sowie Terminüberschneidung abgesagt |
| 13.02.2021 | Rena           | HS111/5 km Massenstart    | aufgrund der COVID-19-Pandemie sowie Terminüberschneidung abgesagt | aufgrund der COVID-19-Pandemie sowie Terminüberschneidung abgesagt | aufgrund der COVID-19-Pandemie sowie Terminüberschneidung abgesagt |
| 14.02.2021 | Rena           | HS111/5 km Gundersen      | aufgrund der COVID-19-Pandemie sowie Terminüberschneidung abgesagt | aufgrund der COVID-19-Pandemie sowie Terminüberschneidung abgesagt | aufgrund der COVID-19-Pandemie sowie Terminüberschneidung abgesagt |
| 12.03.2021 | Nischni Tagil  | HS97/5 km Gundersen       | Tara Geraghty-Moats                                                | Sigrun Kleinrath                                                   | Maria Gerboth                                                      |
| 13.03.2021 | Nischni Tagil  | HS97/5 km Massenstart     | Tara Geraghty-Moats                                                | Stefanija Nadymowa                                                 | Maria Gerboth                                                      |
| 14.03.2021 | Nischni Tagil  | 2×HS97/7,5 km Gundersen 1 | Tara Geraghty-Moats                                                | Sigrun Kleinrath                                                   | Annalena Slamik                                                    |

| Ort           | Teilnehmende | Teilnehmende | Beste Springerin     | Beste Läuferin      | Führende             |
| Ort           | Athletinnen  | Nationen     | Beste Springerin     | Beste Läuferin      | Führende             |
| ------------- | ------------ | ------------ | -------------------- | ------------------- | -------------------- |
| Eisenerz      | 37           | 12           | Gyda Westvold Hansen | Anju Nakamura       | Gyda Westvold Hansen |
| Eisenerz      | 37           | 12           | Svenja Würth         | Anju Nakamura       | Gyda Westvold Hansen |
| Eisenerz      | 37           | 12           | Gyda Westvold Hansen | Marte Leinan Lund   | Gyda Westvold Hansen |
| Nischni Tagil | 19           | 04           | Annalena Slamik      | Tara Geraghty-Moats | Gyda Westvold Hansen |
| Nischni Tagil | 19           | 04           | Stefanija Nadymowa   | Tara Geraghty-Moats | Gyda Westvold Hansen |
| Nischni Tagil | 19           | 04           | Annalena Slamik      | Tara Geraghty-Moats | Sigrun Kleinrath     |

### Wertungen
| Rang | Name                 | Punkte |
| ---- | -------------------- | ------ |
| 01.  | Sigrun Kleinrath     | 320    |
| 02.  | Tara Geraghty-Moats  | 300    |
|      | Gyda Westvold Hansen | 300    |
| 04.  | Lisa Hirner          | 243    |
| 05.  | Stefanija Nadymowa   | 228    |
| 06.  | Annalena Slamik      | 182    |
| 07.  | Maria Gerboth        | 180    |
| 08.  | Anju Nakamura        | 160    |
| 09.  | Cindy Haasch         | 158    |
| 10.  | Mari Leinan Lund     | 155    |
| 11.  | Sophia Maurus        | 140    |
| 12.  | Ayane Miyazaki       | 132    |
| 13.  | Annika Sieff         | 130    |
| 14.  | Swetlana Gladikowa   | 107    |
| 15.  | Svenja Würth         | 105    |

| Rang | Name                     | Punkte |
| ---- | ------------------------ | ------ |
| 16.  | Claudia Purker           | 092    |
| 17.  | Anastassija Gontscharowa | 091    |
| 18.  | Ema Volavšek             | 083    |
|      | Tschulpan Walijewa       | 083    |
| 20.  | Marte Leinan Lund        | 082    |
| 21.  | Mille Moen Flatla        | 068    |
| 22.  | Marija Kusmina           | 067    |
| 23.  | Veronica Gianmoena       | 066    |
| 24.  | Daniela Dejori           | 064    |
| 25.  | Yuna Kasai               | 063    |
| 26.  | Jenny Nowak              | 056    |
| 27.  | Hanna Midtsundstad       | 048    |
| 28.  | Sana Azegami             | 042    |
| 29.  | Emilia Görlich           | 038    |
| 30.  | Anna Alexandrowna        | 036    |

| Rang | Name                    | Punkte |
| ---- | ----------------------- | ------ |
| 31.  | Alexandra Tichonowitsch | 035    |
| 32.  | Alexandra Glasunowa     | 033    |
| 33.  | Olga Aristowa           | 032    |
| 34.  | Léna Brocard            | 028    |
|      | Jelena Silantjewa       | 028    |
| 36.  | Annamaija Oinas         | 018    |
| 37.  | Diana Fjodorowa         | 013    |
| 38.  | Walerija Koliasnikowa   | 012    |
| 39.  | Laura Pletz             | 011    |
|      | Marit Weichselbraun     | 011    |
| 41.  | Greta Pinzani           | 006    |
|      | Alva Thors              | 006    |
| 43.  | Anja Rathgeb            | 005    |
| 44.  | Mani Cooper             | 002    |

| Endstand nach sechs Wettbewerben |                        |        |
| \| Rang \| Name \| Punkte \| \| ---- \| ---------------------- \| ------ \| \| 01. \| Österreich \| 0864 \| \| 02. \| Russland \| 0765 \| \| 03. \| Deutschland \| 0677 \| \| 04. \| Norwegen \| 0653 \| \| 05. \| Japan \| 0397 \| \| 06. \| Vereinigte Staaten \| 0300 \| \| 07. \| Italien \| 0266 \| \| 08. \| Slowenien \| 0083 \| \| 09. \| Frankreich \| 0028 \| \| 10. \| Finnland \| 0024 \| \| 11. \| Vereinigtes Königreich \| 0002 \| |                        |        |
| Rang | Name                   | Punkte |
| 01. | Österreich             | 0864   |
| 02. | Russland               | 0765   |
| 03. | Deutschland            | 0677   |
| 04. | Norwegen               | 0653   |
| 05. | Japan                  | 0397   |
| 06. | Vereinigte Staaten     | 0300   |
| 07. | Italien                | 0266   |
| 08. | Slowenien              | 0083   |
| 09. | Frankreich             | 0028   |
| 10. | Finnland               | 0024   |
| 11. | Vereinigtes Königreich | 0002   |

### Detaillierte Ergebnisse
| Rang | Nat.                   | Athletin                 | GN         | GN         | GN         | GN       | MS       | GN       | Punkte |
| Rang | Nat.                   | Athletin                 | Osterreich | Osterreich | Osterreich | Russland | Russland | Russland | Punkte |
| ---- | ---------------------- | ------------------------ | ---------- | ---------- | ---------- | -------- | -------- | -------- | ------ |
| 01   | Osterreich             | Sigrun Kleinrath         | 7          | 9          | 5          | 2        | 4        | 2        | 320    |
| 02   | Vereinigte Staaten     | Tara Geraghty-Moats      | —          | —          | —          | 1        | 1        | 1        | 300    |
| 02   | Norwegen               | Gyda Westvold Hansen     | 1          | 1          | 1          | —        | —        | —        | 300    |
| 04   | Osterreich             | Lisa Hirner              | 9          | 3          | 2          | 9        | 5        | DNS      | 243    |
| 05   | Russland               | Stefanija Nadymowa       | 8          | DSQ        | 10         | 6        | 2        | 4        | 228    |
| 06   | Osterreich             | Annalena Slamik          | 18         | 17         | 11         | 5        | 10       | 3        | 182    |
| 07   | Deutschland            | Maria Gerboth            | 22         | 24         | 23         | 3        | 3        | 7        | 180    |
| 08   | Japan                  | Anju Nakamura            | 2          | 2          | DSQ        | —        | —        | —        | 160    |
| 09   | Deutschland            | Cindy Haasch             | —          | 16         | 18         | 4        | 6        | 6        | 158    |
| 10   | Norwegen               | Mari Leinan Lund         | 5          | 4          | 3          | —        | —        | —        | 155    |
| 11   | Deutschland            | Sophia Maurus            | 13         | 10         | 13         | 13       | 12       | 8        | 140    |
| 12   | Japan                  | Ayane Miyazaki           | 3          | 7          | 7          | —        | —        | —        | 132    |
| 13   | Italien                | Annika Sieff             | 4          | 6          | 6          | —        | —        | —        | 130    |
| 14   | Russland               | Swetlana Gladikowa       | 25         | 20         | DSQ        | 8        | 9        | 9        | 107    |
| 15   | Deutschland            | Svenja Würth             | 11         | 15         | 22         | 11       | 8        | DNS      | 105    |
| 16   | Osterreich             | Claudia Purker           | 20         | 21         | 24         | 14       | 13       | 10       | 92     |
| 17   | Russland               | Anastassija Gontscharowa | 26         | DNS        | DNS        | 10       | 7        | 11       | 91     |
| 18   | Slowenien              | Ema Volavšek             | 12         | 5          | 15         | —        | —        | —        | 83     |
| 18   | Russland               | Tschulpan Walijewa       | 21         | 14         | 16         | 15       | 11       | DNS      | 83     |
| 20   | Norwegen               | Marte Leinan Lund        | DSQ        | 8          | 4          | —        | —        | —        | 82     |
| 21   | Norwegen               | Mille Moen Flatla        | 19         | 11         | 8          | —        | —        | —        | 68     |
| 22   | Russland               | Marija Kusmina           | —          | —          | —          | 12       | —        | 5        | 67     |
| 23   | Italien                | Veronica Gianmoena       | 16         | 12         | 9          | —        | —        | —        | 66     |
| 24   | Italien                | Daniela Dejori           | 10         | 13         | 14         | —        | —        | —        | 64     |
| 25   | Japan                  | Yuna Kasai               | 6          | 18         | 21         | —        | —        | —        | 63     |
| 26   | Deutschland            | Jenny Nowak              | 17         | 25         | —          | 7        | —        | —        | 56     |
| 27   | Norwegen               | Hanna Midtsundstad       | 14         | 23         | 12         | —        | —        | —        | 48     |
| 28   | Japan                  | Sana Azegami             | 15         | 19         | 17         | —        | —        | —        | 42     |
| 29   | Deutschland            | Emilia Görlich           | 28         | —          | 28         | —        | 15       | 15       | 38     |
| 30   | Russland               | Anna Alexandrowna        | —          | —          | —          | 17       | —        | 12       | 36     |
| 31   | Russland               | Alexandra Tichonowitsch  | —          | —          | —          | DNS      | 16       | 13       | 35     |
| 32   | Russland               | Alexandra Glasunowa      | —          | —          | —          | 16       | 14       | —        | 33     |
| 33   | Russland               | Olga Aristowa            | —          | —          | —          | —        | 17       | 14       | 32     |
| 34   | Frankreich             | Léna Brocard             | 24         | 22         | 19         | —        | —        | —        | 28     |
| 34   | Russland               | Jelena Silantjewa        | —          | —          | —          | 18       | —        | 16       | 28     |
| 36   | Finnland               | Annamaija Oinas          | 23         | 26         | 26         | —        | —        | —        | 18     |
| 37   | Russland               | Diana Fjodorowa          | —          | —          | —          | —        | 18       | —        | 13     |
| 38   | Russland               | Walerija Koliasnikowa    | —          | —          | —          | —        | 19       | —        | 12     |
| 39   | Osterreich             | Laura Pletz              | 32         | 31         | 20         | —        | —        | —        | 11     |
| 39   | Osterreich             | Marit Weichselbraun      | 30         | 27         | 25         | —        | —        | —        | 11     |
| 41   | Italien                | Greta Pinzani            | 29         | 28         | 30         | —        | —        | —        | 6      |
| 41   | Finnland               | Alva Thors               | 27         | 32         | 29         | —        | —        | —        | 6      |
| 43   | Osterreich             | Anja Rathgeb             | 34         | 30         | 27         | —        | —        | —        | 5      |
| 44   | Vereinigtes Konigreich | Mani Cooper              | 31         | 29         | DNS        | —        | —        | —        | 2      |
|      |                        |                          |            |            |            |          |          |          |        |
| —    | Tschechien             | Jolana Hradilová         | 36         | DNF        | DNS        | —        | —        | —        | 0      |
| —    | Tschechien             | Tereza Koldovská         | 35         | 33         | DSQ        | —        | —        | —        | 0      |
| —    | Vereinigte Staaten     | Tess Arnone              | 33         | DSQ        | 31         | —        | —        | —        | 0      |
| Rang | Nat.                   | Athlet                   | Osterreich | Osterreich | Osterreich | Russland | Russland | Russland | Punkte |
| Rang | Nat.                   | Athlet                   | GN         | GN         | GN         | GN       | MS       | GN       | Punkte |

Legende
| Farbe | Farbe | Farbe | Bedeutung                               |
| ----- | ----- | ----- | --------------------------------------- |
| 1     | 2     | 3     | Erste / Zweite / Dritte                 |
| XX    | XX    | XX    | Platz 4 bis 30 – Continental-Cup-Punkte |
| XX    | XX    | XX    | Platz 31 bis 50 – keine COC-Punkte      |
| DNS   | DNS   | DNS   | Nicht gestartet (Sprunglauf, Langlauf)  |
| DNF   | DNF   | DNF   | Rennen vorzeitig beendet                |
| DSQ   | DSQ   | DSQ   | Disqualifiziert                         |
| GN    | GN    | GN    | Gundersen Einzel                        |
| MS    | MS    | MS    | Massenstart                             |

## Mixed

### Continental-Cup-Übersicht
| Datum      | Austragungsort | Disziplin        | Sieger                                  | Zweiter                                 | Dritter                                 |
| ---------- | -------------- | ---------------- | --------------------------------------- | --------------------------------------- | --------------------------------------- |
| 23.01.2021 | Eisenerz       | HS109/Mixed-Team | kurzfristig in Einzelrennen umgewandelt | kurzfristig in Einzelrennen umgewandelt | kurzfristig in Einzelrennen umgewandelt |
| 14.03.2021 | Nischni Tagil  | HS97/Mixed-Team  | in Massenstartrennen umgewandelt        | in Massenstartrennen umgewandelt        | in Massenstartrennen umgewandelt        |

## Saisonverlauf

### Auftakt in Park City
| Zwischenstand nach drei Rennen | Zwischenstand nach drei Rennen | Zwischenstand nach drei Rennen | Zwischenstand nach drei Rennen |
| Pos.                           | Springer                       | Punkte                         |                                |
| ------------------------------ | ------------------------------ | ------------------------------ | ------------------------------ |
| 01.                            | Jakob Lange                    | 260                            |                                |
| 02.                            | Julian Schmid                  | 236                            |                                |
| 03.                            | Niklas Malacinski              | 145                            |                                |
| 04.                            | Jasper Good                    | 127                            |                                |
|                                | Marc-Luis Rainer               | 127                            |                                |

Die Saison der Männer begann in Park City. Auch die Frauen hätten dort in den Winter starten sollen, doch meldeten sich wohl aufgrund der COVID-19-Pandemie und deren Auswirkungen zu wenige Nationen an, weshalb die Wettbewerbe abgesagt wurden. Tatsächlich standen auch bei den Männern zunächst nur 30 Athleten aus sieben Nationen auf der Startliste. Die drei Slowenen, die am provisorischen Wettkampfdurchgang noch teilgenommen hatten, mussten jedoch nach einem Positivtest im Trainerstab in Quarantäne und konnten am restlichen Wochenende nicht mehr starten. Bereits am ersten Wettkampftag wurde aufgrund eines positiven Testergebnisses innerhalb des Organisationskomitees der Sprungdurchgang abgesagt, sodass der provisorische Sprungdurchgang vom 10. Dezember herangezogen werden musste. Damit lag der US-Amerikaner Niklas Malacinski mit 16 Sekunden in Führung, doch war es letztlich Jakob Lange, der seinen vierten Sieg in Folge in Park City feiern konnte. Hinter ihm erreichten Simon Hüttel und Wendelin Thannheimer ihre ersten Podestplätze und sicherten so ein rein deutsches Podium ab. Tags darauf stand der erste Massenstart der Saison auf dem Programm, bei dem zunächst ein 10-km-Langlauf stattfand, ehe es zum Springen auf die Schanze ging. Erwartungsgemäß wies Jakob Lange die beste Laufzeit auf, doch konnte er nicht ausreichend Abstand zwischen sich und seinen Konkurrenten legen, sodass der Sprungdurchgang spannend zu werden versprach. Aufgrund starken Schneefalls musste der Sprunglauf auf den 13. Dezember verschoben werden. Schließlich zeigte der auf dem elften Platz liegende Niklas Malacinski erneut einen weiten Sprung und machte so Rang um Rang gut. Erst Julian Schmid konnte Malacinski mit einem Sprung auf 127 Meter verdrängen. An diese Weite kam Jakob Lange nicht heran und platzierte sich schließlich zwischen Schmid und Malacinski auf dem zweiten Rang. Während Schmid so seinen ersten Continental-Cup-Sieg feierte, stand Malacinski zum ersten Mal auf dem Podest. Der dritte Wettbewerb des Wochenendes fand wieder nach der Gundersen-Methode statt. Auf der letzten Runde setzten sich Julian Schmid und Jakob Lange von den Verfolgern ab und lieferten sich bis zum Schluss ein enges Rennen, sodass der Sieger erst im Zielsprint ermittelt wurde. Dabei zeigte sich Schmid als etwas schneller und holte so seinen zweiten Sieg des Wochenendes. Den dritten Rang belegte David Mach, der erstmals auf dem Podest stand. Einen zusätzlichen Startplatz für die zweite Weltcup-Periode sicherten sich die Teams aus Deutschland, Österreich und den Vereinigten Staaten.

### Klingenthal

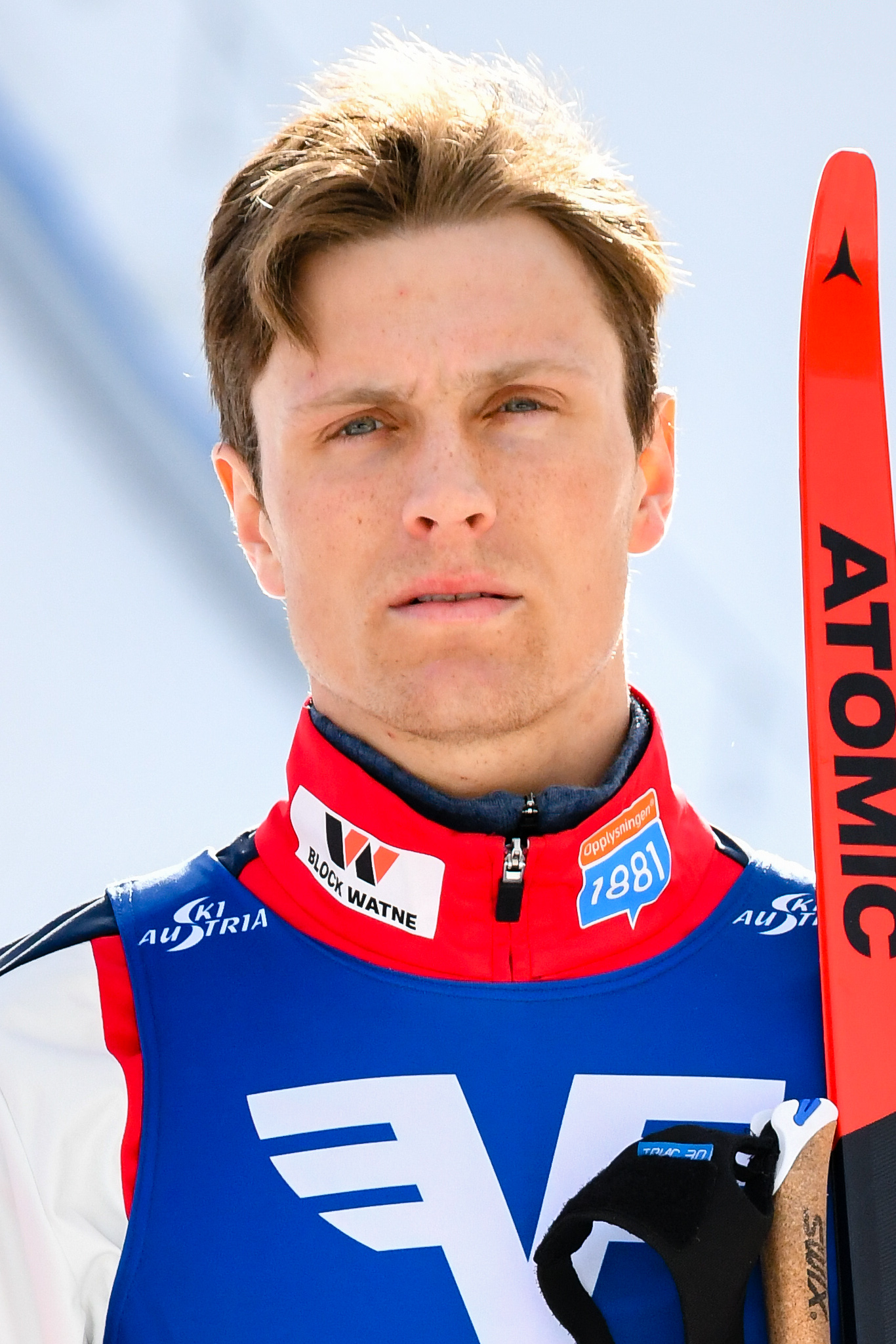
Simen Tiller 2020

Am dritten Januarwochenende standen erneut drei Wettbewerbe bei den Männern auf dem Programm. Insgesamt nahmen 60 Athleten aus vierzehn Nationen an der Veranstaltung teil, darunter auch die in Park City fehlenden Norweger, die im Vorjahr fünf der sechs Podestplätze in Klingenthal einnehmen konnten. Prominentester Teilnehmer war der zweifache Weltcup-Sieger und olympischer Silbermedaillengewinner Espen Andersen, der nach durchwachsenen Leistungen im Weltcup zurückgestuft wurde. Ursprünglich sollte der erste Wettkampf als Massenstart ausgetragen werden, doch wurde an dessen Stelle kurzfristig ein Gundersen-Wettkampf über fünf Kilometer abgehalten. Darüber hinaus wurde am ersten Wettkampftag der Sprungdurchgang abgebrochen, sodass der provisorische Wettkampfdurchgang herangezogen werden musste. Im Gegensatz zur deutschen Dominanz in Park City zeichnete sich bereits am ersten Wettkampftag norwegisch-österreichische Festtage ab. So holte sich Simen Tiller, der bereits nach dem Springen in Führung lag, souverän seinen ersten Continental-Cup-Sieg. Hinter ihm reihte sich sein Landsmann Espen Andersen ein, der sich auf der letzten Runde gegen den Österreicher Philipp Orter durchsetzen konnte. Auf der Loipe, die eine Höhendifferenz von 42 Metern sowie einen Gesamtanstieg von 168 Metern beinhaltete, wies Lars Buraas die beste Laufzeit auf. Dennoch reichte es für Buraas nur zum 39. Platz, da sein Rückstand von 4:52 Minuten nach dem Springen zu groß war. Bester Deutscher wurde Jakob Lange auf Rang sieben, wohingegen der einzige Schweizer Teilnehmer Pascal Müller als 42. außerhalb der Punkteränge lag. Der zweite Wettbewerb fand als Gundersen-Wettbewerb über zehn Kilometer statt, was der norwegisch-österreichischen Dominanz jedoch keinen Abbruch tat. So fanden sich im Schlussklassement fünf Norweger sowie zwei Österreicher unter den besten sieben Athleten. Nachdem die letzten fünf Continental-Cup-Wettbewerbe in Klingenthal von Norwegern gewonnen wurden, beendete Manuel Einkemmer diese Serie und feierte seinen zweiten Continental-Cup-Sieg. Zwar lag Simen Tiller nach dem Sprungdurchgang erneut in Führung, doch gelang Einkemmer bereits nach zwei Runden der Anschluss. Im restlichen Rennverlauf bildeten die beiden ein Duo, ehe Einkemmer sich am letzten Anstieg entscheidend absetzen konnte. Hinter den beiden formierte sich eine große Verfolgergruppe, die auf der letzten Runde auseinanderfiel und aus der letztlich erneut Philipp Orter auf den dritten Rang laufen konnte. Bester Deutscher wurde David Mach auf Rang acht. Pascal Müller belegte den 47. Platz. Nach zwei windigen Tagen fanden die Athleten beim dritten Wettbewerb gleichmäßige Bedingungen vor. Dennoch gewann wie an den beiden Tagen zu vor Simen Tiller den Sprungdurchgang und ging bereits mit 28 Sekunden Vorsprung auf die Laufstrecke. Schließlich feierte Tiller erneut einen Start-Ziel-Sieg und war so der klar beste Athlet des Wochenendes. Hinter ihm reihte sich der zweitbeste Springer Espen Andersen ein. Mit etwas mehr als einer Minute Rückstand auf den Sieger sicherte sich Jakob Lange im Zielsprint gegen Leif Torbjørn Næsvold seinen vierten Podestplatz der Saison. Auf dem fünften Rang folgte Philipp Orter, wohingegen Pascal Müller als 34. knapp die Punkteränge verpasste.

### Eisenerz
| Zwischenstand nach drei Rennen | Zwischenstand nach drei Rennen | Zwischenstand nach drei Rennen | Zwischenstand nach drei Rennen |
| Pos.                           | Springer                       | Punkte                         |                                |
| ------------------------------ | ------------------------------ | ------------------------------ | ------------------------------ |
| 01.                            | Gyda Westvold Hansen           | 300                            |                                |
| 02.                            | Lisa Hirner                    | 169                            |                                |
| 03.                            | Anju Nakamura                  | 160                            |                                |
| 04.                            | Mari Leinan Lund               | 155                            |                                |
| 05.                            | Ayane Miyazaki                 | 132                            |                                |

Am Wochenende des 22. bis 24. Januar starteten schließlich auch die Frauen in die Continental-Cup-Saison. Zwar stellte der COC seit dieser Saison auch bei den Frauen die zweitklassige Wettkampfserie dar, doch aufgrund der geringen Anzahl an Weltcup-Wettbewerben nahmen mit Ausnahme der Spitzenathletin Tara Geraghty-Moats alle Mitfavoritinnen auf eine Medaille bei den Nordischen Skiweltmeisterschaften teil. Am Wochenende traten insgesamt 38 Frauen aus zwölf Nationen sowie 73 Männer aus 15 nationalen Skiverbänden bei den Wettbewerben an. An allen drei Wettkampftagen fanden die Wettbewerbe der Frauen vor denen der Männer statt. So begannen die Wettkampfsprünge am Freitag mit dem Sprunglauf der Frauen, den die Norwegerin Gyda Westvold Hansen für sich entscheiden konnte und sich somit einen Vorsprung von 18 Sekunden auf Annika Sieff sicherte. Auf der Loipe kam keine Athletin an Westvold Hansen heran, die damit ihren dritten Continental-Cup-Sieg feiern konnte. Mit einem Rückstand von 23,4 Sekunden folgte die Japanerin Anju Nakamura, die die beste Laufzeit vorweisen konnte. Sowohl Westvold Hansen als auch Nakamura standen bereits beim historisch ersten Weltcup-Wettbewerb in Ramsau am Dachstein auf dem Podest. Das Podium in Eisenerz komplettierte Ayane Miyazaki, die knapp eine Minute Rückstand auf Nakamura hatte. Die Österreicherinnen Sigrun Kleinrath (7.) und Lisa Hirner (9.) sicherten den Gastgebern zwei Platzierungen unter den besten Zehn. Beste Deutsche wurde Svenja Würth als Elfte. Auch bei den Männern konnte sich mit Stefan Rettenegger ein Athlet souverän durchsetzen. Nachdem er noch als Zweiter auf die Laufstrecke gegangen war, setzte er sich früh ab und gewann schließlich mit mehr als einer halben Minute Vorsprung. Hinter ihm machte eine Gruppe von sechs Athleten im Zielsprint die weiteren Podestplatzierungen aus, wobei sich Espen Andersen und Philipp Orter durchsetzen konnten. Bester Deutscher wurde David Mach (7.), der um weniger als zwei Sekunden das Podium verpasste. Darüber hinaus verbesserte sich Jakob Lange um zwanzig Plätze nach vorne und wurde Zehnter. Der Schweizer Pascal Müller kam nicht in die Wertung. Insgesamt waren Sportler aus zehn Nationen in den Punkterängen vertreten. Am zweiten Wettkampftag war ursprünglich ein Mixed-Team-Wettkampf geplant gewesen, doch wurde das Programm kurzfristig geändert, sodass weitere zwei Einzelrennen durchgeführt wurden. Bei den Frauen gewann Svenja Würth den Sprunglauf, fiel im Schlussklassement aber auf Rang 15 zurück. Dominiert wurde das Rennen erneut von Gyda Westvold Hansen, die mit nur sieben Sekunden Rückstand auf Würth auf die Loipe gegangen war, diese nach wenigen Metern einholte und fortan unangefochten in Führung lag. Mit einem Rückstand von 30 Sekunden kam die laufschnellste Anju Nakamura als Zweite ins Ziel. Die Japanerin setzte sich dabei im Schlusssprint gegen die Österreicherin Lisa Hirner durch, die somit als Dritte ihren fünften Podestplatz feierte. Die in Innsbruck wohnhafte Britin Mani Cooper erreichte mit einem Rückstand von fast viereinhalb Minuten das Ziel, was zu Rang 29 reichte. Die Herren absolvierten ihren Wettbewerb bei Temperaturen um den Gefrierpunkt und weichen Schneebedingungen. Beim Sprunglauf setzte sich wie am Vortag Christian Deuschl an die Spitze. Hinter ihm reihten sich Espen Andersen und Stefan Rettenegger ein, die auf der Loipe stärker einzuschätzen waren. Tatsächlich setzte sich Andersen ab und gewann das Rennen vor Rettenegger sowie dem Österreicher Philipp Orter. Bester Deutscher wurde auf Rang 14 Wendelin Thannheimer, wohingegen Jakob Lange zum Langlauf nicht mehr angetreten war. Zum Abschluss des Wochenendes feierten die Norweger sowohl bei den Männern als auch bei den Frauen einen Sieg sowie einen weiteren Podestplatz. Zunächst holte Gyda Westvold Hansen einen weiteren Start-Ziel-Sieg, ehe Leif Torbjørn Næsvold in einem knappen Rennen im Zielsprint seinen ersten Saisonsieg errang. Bei den Frauen formierte sich eine größere Verfolgerinnengruppe, in der sich letztlich Lisa Hirner vor Mari Leinan Lund durchsetzen konnte. Nachdem die laufschnellste der vergangenen Tage Anju Nakamura disqualifiziert wurde, stellte dieses Mal Marte Leinan Lund die beste Laufzeit auf. Bei den Herren wurde Simen Tiller Zweiter. Philipp Orter sicherte sich dahinter erneut den dritten Rang. In der Gesamtwertung lag Simen Tiller nach dem Wochenende in Führung. Deutschland, Österreich und Norwegen sicherten sich einen zusätzlichen Startplatz für die dritte Periode der Weltcup-Saison.

### Lahti

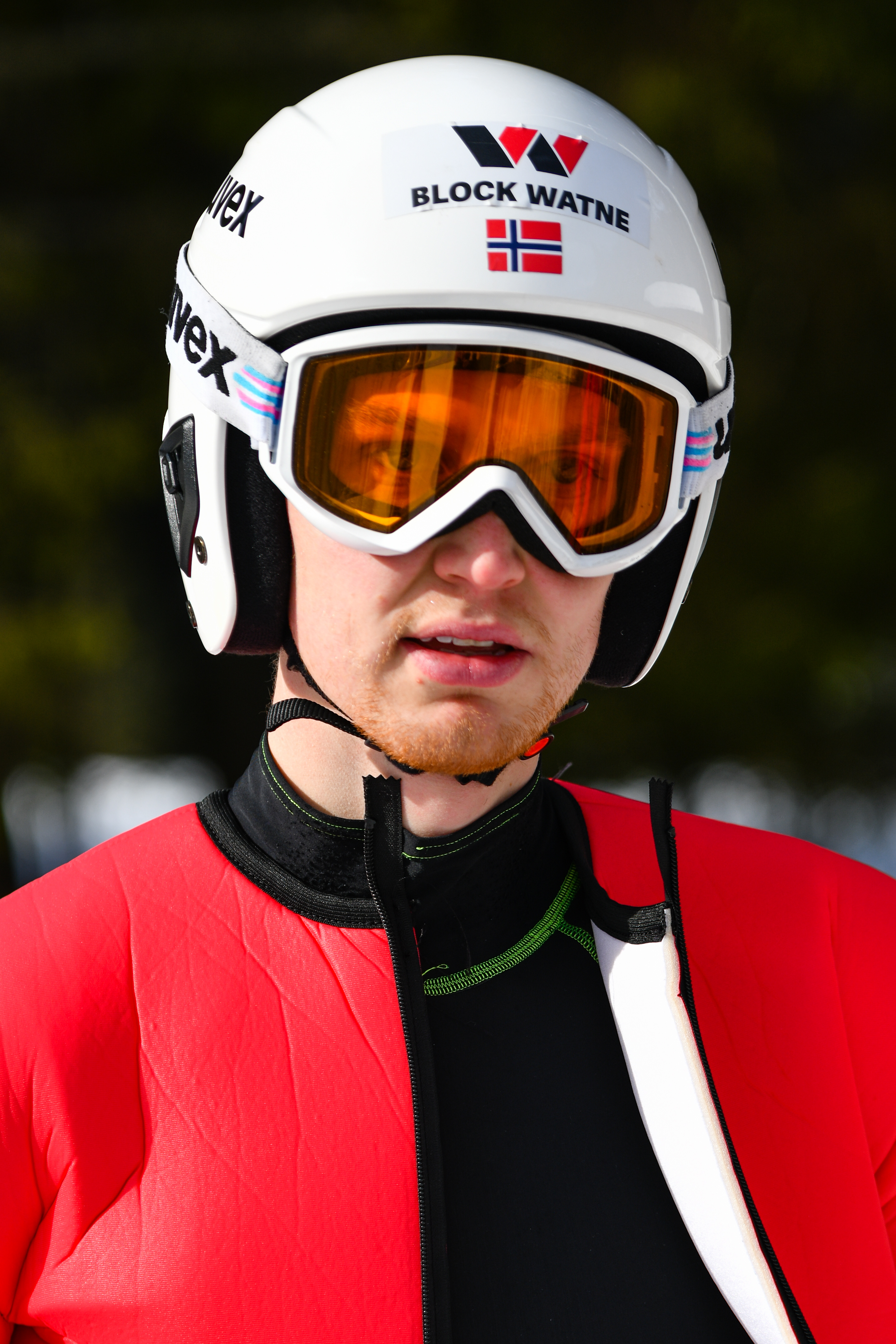
Lars Buraas 2020

Am ersten Februarwochenende standen in Lahti zwei weitere Continental-Cup-Rennen der Männer an. Mit 75 Teilnehmern aus 18 Nationen pro Wettkampf war das Wochenende das teilnehmerstärkste der Saison. Dies war unter anderem drauf zurückzuführen, dass wenige Tage später in Lahti die Nordischen Junioren-Skiweltmeisterschaften stattfanden. So gingen am ersten Wettkampftag unter anderem mit Andreas Skoglund, Kodai Kimura und Mattéo Baud drei Athleten an den Start, die im Saisonverlauf vorrangig im Weltcup starteten. Den Sprunglauf gewann Christian Deuschl, doch konnte er lediglich wenige Sekunden Vorsprung auf Skoglund herausspringen. Auf einer herausfordernden Loipe benötigte der Norweger nur eine Runde, um Deuschl zu überholen und fortan das Feld anzuführen. Zwar kam sein Landsmann Lars Buraas mit der schnellsten Laufzeit immer näher heran, doch gewann Skoglund schließlich mit 25 Sekunden Vorsprung auf Buraas. Es war sein erster Continental-Cup-Sieg. Auf Rang drei folgte der Finne Wille Karhumaa, der erstmals das Podest in dieser Wettkampfserie erreichte. Der Finne setzte sich im Zielsprint gegen den Franzosen Baud durch. Bester Österreicher wurde Fabio Obermeyr auf Rang sieben, wohingegen die Deutschen ihr schlechtestes Resultat erzielten und mit Christian Frank (26.) und Luis Lehnert (30.) lediglich zwei Kombinierer in die Punkteränge brachten. Auch am zweiten Wettkampftag zeigte Christian Deuschl die beste Sprungleistung, doch musste er wie zuvor seine Führung auf der Loipe abgeben. Dennoch reichte es im Schlussklassement mit dem siebten Rang zu seinem bestes Saisonergebnis. Zum achten Mal in Folge hieß der beste Langläufer Lars Buraas. Mit einer Zeit von 24:49,6 Minuten war er rund zwanzig Sekunden schneller als der zweitschnellste Jared Shumate, der nahezu zeitgleich mit Buraas startete und so auch von der Spur des Norwegers profitierte. Während Buraas in den vorherigen Wettbewerben meist einen zu großen Rückstand nach dem Sprunglauf hatte, startete er dieses Mal mit einem Rückstand von 1:39 Minuten als 30. auf den Langlaufkurs. Nach zweieinhalb Runden gelang es Buraas, auf seinen Landsmann Kasper Moen Flatla aufzuschließen, der zwischenzeitlich die Führung übernommen hatte. Schließlich gewann Buraas das Rennen und feierte somit seinen ersten Continental-Cup-Sieg. Den Kampf um Platz drei führten die US-Amerikaner Jared Shumate und Jasper Good. Schließlich konnte Shumate diesen mit zwei Sekunden Vorsprung für sich entscheiden und erstmals aufs Podium laufen. Mit den Rängen fünf und sechs für Wille Karhumaa und Otto Niittykoski erreichten die Gastgeber vordere Platzierungen. Der Ukrainer Dmytro Masurtschuk erzielte mit dem zehnten Platz sein bestes Saisonergebnis. Bester Deutscher wurde erneut Christian Frank auf Rang 19. In der Gesamtwertung blieb Simen Tiller, der in Lahti nicht am Start war, in Führung.

### Saisonabschluss in Nischni Tagil

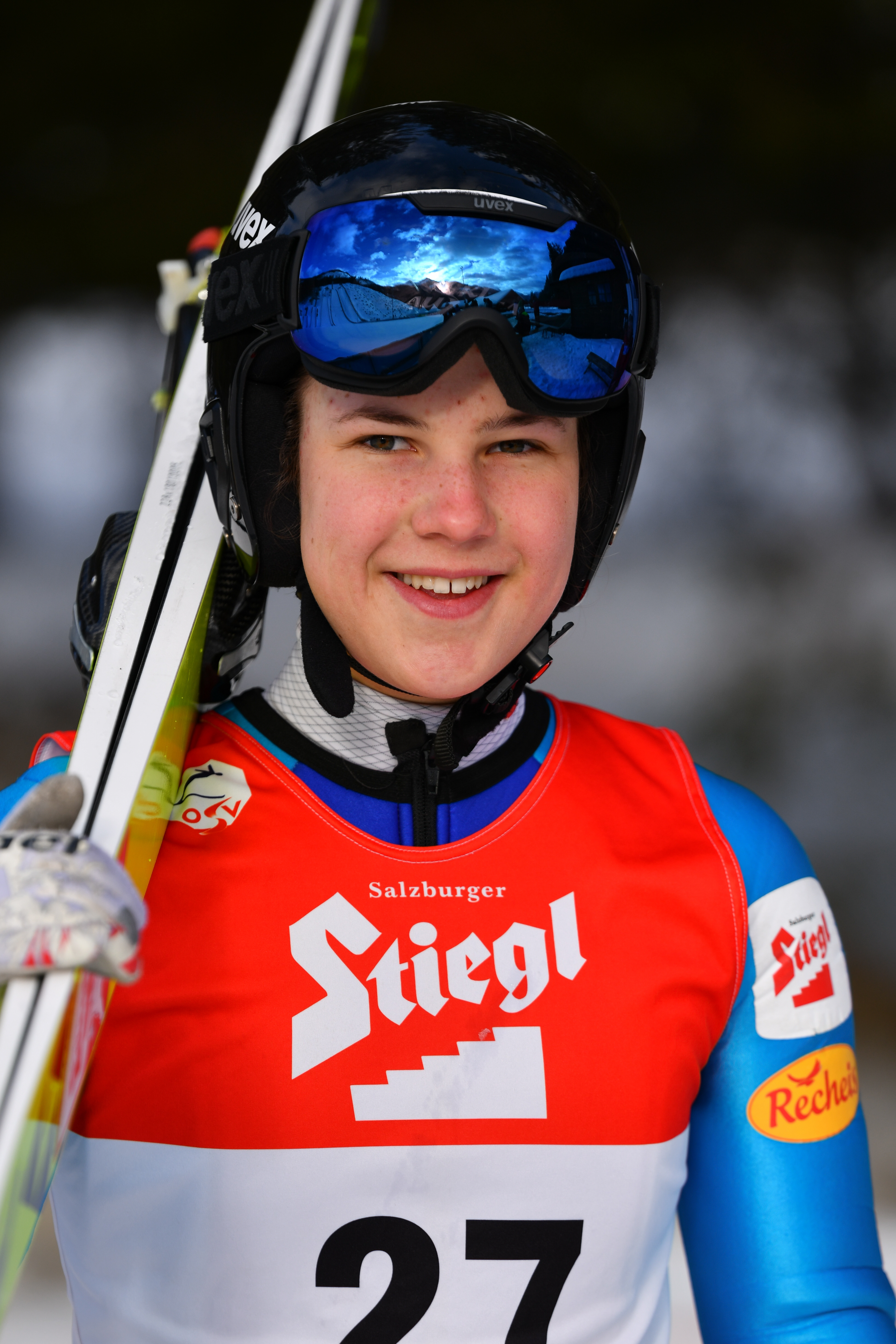
Sigrun Kleinrath 2020

Zum Saisonabschluss reisten die Sporttreibenden wie im Vorjahr in die russische Oblast Swerdlowsk, nach Nischni Tagil. Bei den Frauen standen lediglich 19 Athletinnen aus vier Nationen auf der Startliste. Die Führende der Gesamtwertung und Weltmeisterin 2021 Gyda Westvold Hansen war wie ihre Teamkolleginnen nicht anwesend. Auch die Männer fanden kein großes Teilnehmerfeld vor, jedoch war es mit 34 Athleten pro Tag aus sechs Nationen etwas breiter besetzt. Dennoch bot das Wochenende bezüglich der Wettkampfformate große Abwechslung. Am ersten Wettkampftag standen Wettbewerbe nach der Gundersen-Methode an, ehe am zweiten Tag Massenstarts durchgeführt wurden. Die abschließenden dritten Wettbewerbe waren zwar erneut Gundersen-Rennen, jedoch fanden zwei Sprungdurchgänge sowie eine verlängerte Laufdistanz an. Für die Frauen war es der historisch erste Wettbewerb innerhalb des Continental Cups, der nicht über 5 Kilometer ausgetragen wurde, sondern einen 7,5-km-Langauf beinhaltete. Am ersten Wettkampftag zeigten Annalena Slamik und Lars Ivar Skårset die besten Sprungleistungen, Tara Geraghty-Moats und Taylor Fletcher waren die schnellsten im Langlauf. Den Sieg bei den Frauen feierte Tara Geraghty-Moats, die von der zehnten Position nach vorne lief und letztlich unangefochten gewann. Es war bereits ihr sechster Sieg in Nischni Tagil sowie ihr 16. Continental-Cup-Sieg. Auf dem zweiten Rang folgte die Österreicherin Sigrun Kleinrath, ehe die Deutsche Maria Gerboth Dritte wurde. Nur knapp hinter dem Podium erzielte Cindy Haasch als Vierte ihr bis dato bestes Karriereergebnis. Bei den Herren schloss Simen Tiller früh auf die führenden Terence Weber und Lars Ivar Skårset auf, die das Rennen langsam begannen. Bereits früh zeichnete sich ein Triell um den Tagessieg ab, schließlich nutzte Weber den letzten Anstieg, um sich in eine gute Position zu bringen. Im Zielsprint setzte er sich gegen Skårset durch und holte seinen ersten Continental-Cup-Sieg. Am zweiten Wettkampftag standen die Massenstart-Rennen an. Bereits vom Start weg zog Tara Geraghty-Moats das Tempo an, lediglich Anastassija Gontscharowa konnte eine Zeit lang mit ihr mithalten. Schließlich überquerte die US-Amerikanerin fast eine Minute vor Gontscharowa sowie knapp zwei Minuten vor der Dritten Lisa Hirner die Ziellinie. Damit reichte Geraghty-Moats die viertbeste Sprungleistung locker aus, um 103,6 Punkten den Tagessieg zu holen. Hinter ihr folgte die Pionierin des Sports Stefanija Nadymowa mit 86,6 Punkten. Die Russin hatte nach einem Sprung auf 89 Metern die beste Sprungleistung gezeigt und konnte sich so vom siebten auf den zweiten Rang schieben. Dritte wurde erneut die Deutsche Maria Gerboth, die in den Disziplinen jeweils Fünfte wurde. Beste Österreicherin wurde Sigrun Kleinrath, die somit wie Gyda Westvold Hansen, Lisa Hirner und Geraghty-Moats noch Chancen auf den Gesamtsieg hatte. Auch bei den Männern hatte der Sieger den gleichen Namen wie am Vortag. Nach dem Langlauf hatte Weber 15,7 Punkte Rückstand auf den besten Langläufer Taylor Fletcher. Diesen Rückstand machte Weber mit seinem Sprung auf 93 Metern mehr als wett. Zweiter wurde erneut Lars Ivar Skårset, ehe David Mach auf dem dritten Rang folgte. Bester Österreicher wurde Manuel Einkemmer als Fünfter. Der junge Kasache Maghschan Amankeldiuly (29.) gewann seine ersten Continental-Cup-Punkte. Für den letzten Wettkampftag änderten die Veranstalter kurzfristig das Programm, sodass bei den Frauen erstmals zwei Sprungdurchgänge sowie ein 7,5-km-Langlauf in die Wertung einflossen. Hiervon profitierte im Besonderen die Österreicherin Annalena Slamik, die nach Sprüngen auf 99,5 und 93,5 Metern gewann. Mit einer Sekunde Rückstand folgte Sigrun Kleinrath, ehe Stefanija Nadymowa als Dritte mit einem Rückstand von 1:21 Minuten auf die Loipe ging. Erneut war jedoch Tara Geraghty-Moats die Tagessiegerin, nachdem sie bereits in der zweiten Runde knapp zwei Minuten herausgeholt hatte und in Führung ging. Die beiden Österreicherinnen Slamik und Kleinrath ließen sich deshalb nicht hängen, sondern zeigten eine kämpferische Leistung. Kleinrath beendete das Rennen auf dem zweiten Rang, wohingegen Slamik als Dritte ihre erste Podestplatzierung feierte. Den fünften Platz belegte die 15-jährige Russin Marija Kusmina, beste deutsche Athletin war Cindy Haasch auf Rang sechs. Dieses Endresultat bedeutete, dass sich Kleinrath (320 Punkte) vor den punktgleichen Tara Geraghty-Moats und Gyda Westvold-Hansen (300 Punkte) den Sieg in der Gesamtwertung sicherte. Nach Stefanija Nadymowa und Geraghty-Moats ist sie die dritte Gesamtsiegerin. Bei den Herren konnte sich Terence Weber den dritten Sieg holen. Grundlage war erneut der Sprungdurchgang, den Weber nach Sprüngen auf 97,5 und 81 Metern deutlich gewann. Den Tagessieg sicherte er sich mit 40,2 Sekunden Vorsprung auf Simen Tiller, der damit die Gesamtwertung für sich entschied. Mit 1:50,5 Minuten Rückstand folgte Julian Schmid auf dem dritten Platz. Die Nationenwertungen gewannen 2020/21 Norwegen bei den Männern und Österreich bei den Frauen.

### Statusreport
Der internationale Skiverband FIS gab zum Saisonabschluss einen aktualisierten Statusreport zum Stand der Nordischen Kombination der Frauen heraus. In der Saison 2020/21 debütierten 13 Frauen im Continental Cup, bei den Männern waren es 19 Debütanten. Die insgesamt 47 Teilnehmerinnen waren durchschnittlich 18,43 Jahre alt, wohingegen die 130 Männer im Durchschnitt 22,55 Jahre alt waren. Nachdem in der Vorsaison 48 Athletinnen Continental-Cup-Punkte gewinnen konnten, erzielten 2020/21 lediglich 41 Kombiniererinnen Punktgewinne. Auch die Anzahl der teilnehmenden Nationen ging auf zwölf zurück.